# Zevenaar (gemeente)

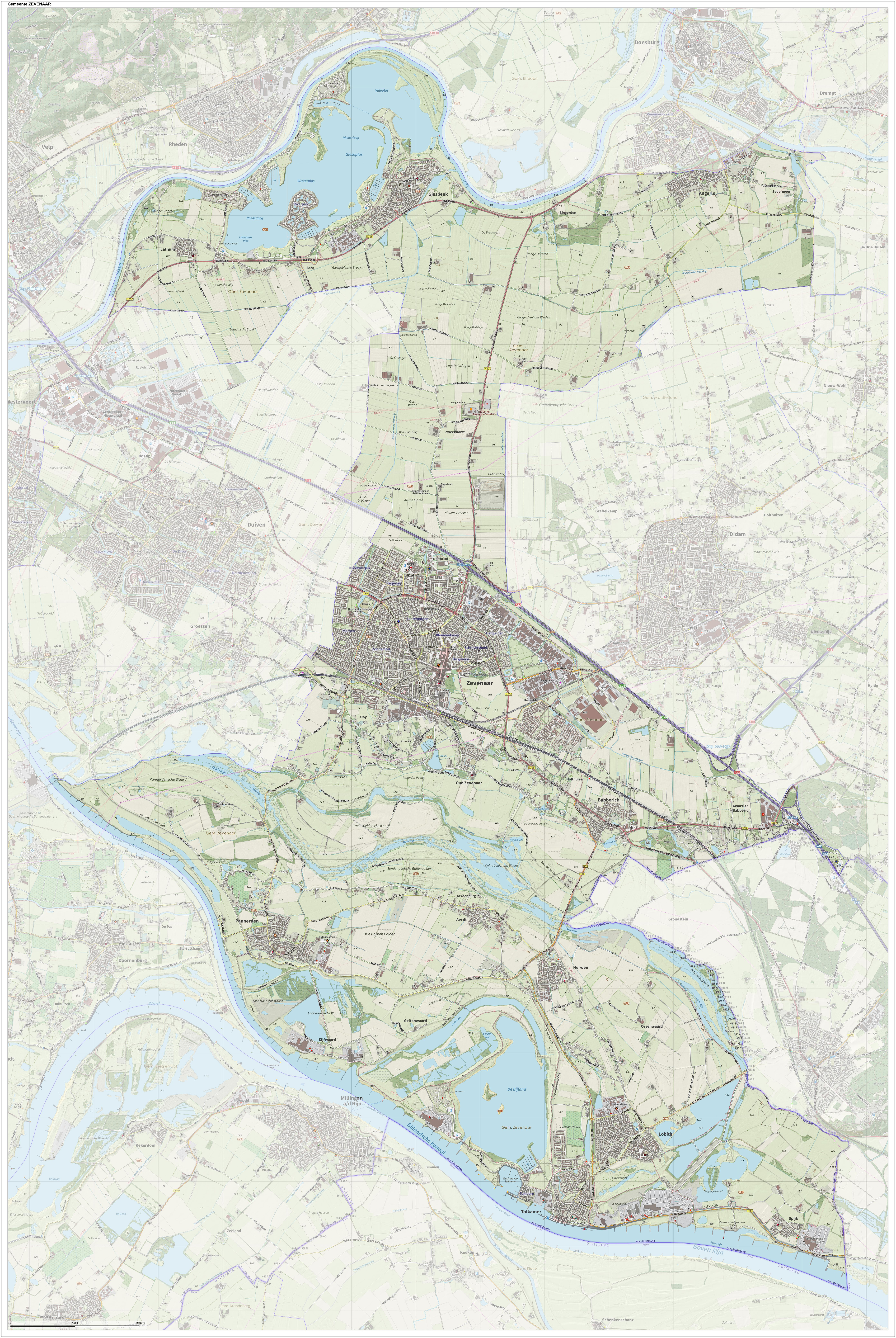
Topografische gemeentekaart van Zevenaar, per september 2022

Zevenaar is een gemeente in de Nederlandse provincie Gelderland. De gemeente is genoemd naar de hoofdplaats Zevenaar en telde op 22 november 2024 45.041 inwoners. De voormalige gemeenten Zevenaar, Angerlo, Bergh en Didam (Didam en Bergh zijn opgegaan in de gemeente Montferland) vormen samen met de gemeenten Duiven en Westervoort de streek de Liemers. De gemeente Zevenaar neemt deel aan het samenwerkingsverband de Groene Metropoolregio Arnhem-Nijmegen, tot 2015 Stadsregio Arnhem Nijmegen. De gemeenten Zevenaar, Duiven, Westervoort en Montferland werken samen in de Liemerse Ambassade.

## Geschiedenis
In 1666 kwam Zevenaar met een deel van de Liemers aan Pruisen toe; gedurende de Franse Tijd kwam het in 1808 weer aan Nederland en in 1813 opnieuw aan Pruisen. Na het Congres van Wenen werd het op 1 juni 1816 definitief bij Nederland gevoegd.
De gemeente Angerlo is per 1 januari 2005 heringedeeld bij de gemeente Zevenaar. De fusiegemeente heet ook Zevenaar en is in oppervlakte meer dan twee keer zo groot geworden.
In de raadsvergadering van 27 januari 2016 is de raad van Zevenaar akkoord gegaan met een samenvoeging van de gemeenten Zevenaar en Rijnwaarden. Rijnwaarden voelde zich te klein voor samenwerken en koos daarom voor samenvoegen. Op 1 januari 2018 is Rijnwaarden opgegaan in de gemeente Zevenaar. Vanaf die datum was Ella Schadd-de Boer waarnemend burgemeester van de nieuwe gemeente. Sinds 20 december 2018 is Luciën van Riswijk burgemeester van Zevenaar.
op 21 mei 2025 besloot de gemeenteraad toe te willen werken naar een fusie met de gemeenten Duiven, Westervoort en Doesburg om in de toekomst één Liemerse gemeente te vormen.

## Overzicht kernen
Kernen binnen de gemeente zijn:
- Aerdt
- Angerlo
- Babberich
- Bahr
- Bevermeer
- Bingerden
- Giesbeek
- Herwen
- Lathum
- Lobith
- Ooy
- Oud-Zevenaar
- Pannerden
- Spijk
- Tolkamer
- Tuindorp
- Zevenaar

## Verkeer
Door de gemeente Zevenaar lopen een aantal verkeersaders die door toenemende capaciteitsproblemen verder moeten worden uitgebreid. Bij de grensovergang Bergh Autoweg verlaat de A12 Nederland om in Duitsland verder te gaan als de Duitse A3. Net ten oosten van Zevenaar bevindt zich het voorlopige eindpunt van de Betuweroute. Deze goederenspoorlijn, die in Zevenaar door een 1500 meter lange Spoortunnel Zevenaar loopt, is ten zuidoosten van de Fergusonbrug aangesloten op het bestaande spoortraject Arnhem - Emmerik. Vanaf dat punt delen de goederentreinen die van de Betuweroute gebruikmaken hetzelfde spoor waarover o.a. ook de ICE treinstellen rijden. Ook net ten oosten van Zevenaar splitst het intensief gebruikte spoor richting Doetinchem - Winterswijk zich af van het spoorwegtraject Arnhem-Emmerik. De A15 vanaf Knooppunt Ressen gaat tussen Zevenaar en Duiven aansluiten op de A12.
Zevenaar heeft een eigen spoorwegstation: station Zevenaar. Tot 1918 had Zevenaar nog een tweede station: station Zevenaar GOLS.

## Monumenten en beelden
In de gemeente zijn er een aantal rijksmonumenten, gemeentelijke monumenten, en oorlogsmonumenten, zie:
- Lijst van rijksmonumenten in Zevenaar (gemeente)
- Lijst van gemeentelijke monumenten in Zevenaar (gemeente)
- Lijst van oorlogsmonumenten in Zevenaar
- Lijst van beelden in Zevenaar

## Gemeenteraad
De gemeenteraad van Zevenaar bestaat sinds 2018 uit 27 zetels. Hieronder de behaalde zetels per partij bij de gemeenteraadsverkiezingen sinds 2010:
| Lokaal Belang    | 9  | 10 | 10     | 7  |
| CDA              | 5  | 4  | 7      | 4  |
| PvdA             | 3  | 2  | 3      | 3  |
| VVD              | 2  | 2  | 2      | 3  |
| Lijst Van Dellen | -  | -  | -      | 3  |
| D66              | 1  | 2  | 1      | 2  |
| GroenLinks       | 1  | -  | 1      | 2  |
| SP               | 1  | 2  | 2      | 1  |
| Sociaal Zevenaar | 1  | 1  | 1      | 1  |
| ONS Zevenaar     | -  | -  | -      | 1  |
| Totaal           | 23 | 23 | 27     | 27 |
| Opkomst          |    |    | 38,44% |    |

## Partnersteden
Huidige partnersteden:
- Mátészalka (Hongarije), sinds 1991
- Pruszcz (gemeente) (Polen), sinds 2004
- Weilburg (Duitsland), sinds 1969

Voormalige partnersteden:
- Privas (Frankrijk), van 1969 tot 2008
- Tortona (Italië), van 1969 tot 2008
- Reykjavik (IJsland)

## Aangrenzende gemeenten
| Aangrenzende gemeenten | Aangrenzende gemeenten | Aangrenzende gemeenten | Aangrenzende gemeenten | Aangrenzende gemeenten  |
| ---------------------- | ---------------------- | ---------------------- | ---------------------- | ----------------------- |
| Westervoort            |                        | Rheden                 |                        | Doesburg Bronckhorst    |
|                        |                        |                        |                        |                         |
| Duiven Lingewaard      | Doetinchem             |                        |                        |                         |
|                        |                        |                        |                        |                         |
| Berg en Dal            |                        | Kleef (D)              |                        | Montferland Emmerik (D) |